# Кебілі
Кебілі (араб. قبلي) — місто у Тунісі. Адміністративний центр однойменного вілаєту. Знаходиться у пустельній частині країни, поблизу пересихаючого озера Шотт-ель-Джерід.

## Історія
Кебілі — одна з найстаріших оаз на території Тунісу та всієї Північної Африки. Місто Кебілі перейшло під контроль Римської імперії після Пунічних війн.

## Населення
У Кебілі проживають три основні етнічні групи: араби, бербери та негри.
| Туніс | Це незавершена стаття з географії Тунісу. Ви можете допомогти проєкту, виправивши або дописавши її. |